# Nycteola gandzhana
Nycteola gandzhana är en fjärilsart som beskrevs av Obraztsov 1953. Nycteola gandzhana ingår i släktet Nycteola och familjen trågspinnare. Inga underarter finns listade i Catalogue of Life.